# Главное кладбище Карлсруэ
Гла́вное кла́дбище Ка́рлсруэ (нем. Hauptfriedhof Karlsruhe) — является одним из старейших муниципальных парковых кладбищ в Германии. Было создано в 1873 году по проекту Йозефа Дурма в городском районе Остштадт, к востоку от центра города Карлсруэ.

## Территория
Изогнутые аллеи с растущими платанами вместо традиционных прямых осевых дорог, оказались новой концепцией в проектировании парковых кладбищ. В то время как на основных аллеях стоят представительные монументы, более простые места погребений скрыты за живыми изгородями. На возвышении, где раньше находился бывший крематорий, сегодня расположена часовня для похорон, окруженная небольшой оградой.
На кладбище есть территория для захоронений по исламским обычаям. Еврейское кладбище расположено на отдельном, ограждённом от других, участке с отдельным входом, Оно является частью Главного кладбища.

## Строения
Со стороны улицы Хайд-унд-Нойе-Штрассе (нем. Haid-und-Neu-Straße) тянется небольшая аллея с административными и хозяйственными зданиями по краям, в конце которой расположен входной портал на территорию кладбища. Он выполнен в стиле Римских триумфальных арок. За порталом находится двор, заложенный по образцу кладбищ в стиле Кампо-Санто эпохи Возрождения. Здесь также расположены морг и часовня. Ансамбль считается первым строительным примером неоренессанса в Бадене и был отреставрирован в начале 21-го века.
В 1903 году был построен крематорий по проекту Августа Штюрценакера, облицованный красноватым песчаником. Благодаря неороманскому оформлению, считается первым крематорием христианских сакральных строений в этом стиле. Ранее были приняты восточные архитектурные стили для подобных зданий. В 1895 году на еврейском участке было построено здание для ритуалов, предшествующих похоронам по еврейской традиции.
В 1905—1906 на примыкающей к забору кладбища станции пригородной железной дороги, соединяющей Карлсруэ и Хагсфельд, был построен зал ожидания для пассажиров. Это строение в стиле модерн было создано по эскизам Фридриха Байхеля и служит сегодня в качестве информационного центра кладбища и одним из похоронных бюро.